# 多枝柳穿鱼
多枝柳穿鱼（学名：Linaria buriatica）为玄参科柳穿鱼属下的一个种。

## 扩展阅读
- 維基物種上的相關：多枝柳穿鱼